# Horst Steffny
Horst Steffny (* 6. November 1945 in Trier) ist ein deutscher Goldschmied und Politiker (Grüne).

## Leben
Steffny machte eine Goldschmiedelehre im elterlichen Betrieb. Von 1967 bis 1968 leistete er Zivildienst in einem Krankenhaus in Düsseldorf und war dann als Goldschmied tätig.
1983 trat er den Grünen bei. 1986 war er Sprecher der „Bürgerinitiative gegen das Viehmarktprojekt in Trier“. Er war Gründungsmitglied der Trierer Bürgerinitiative gegen das Atomkraftwerk in Cattenom und von 1991 bis 2006 Vorstandsmitglied der Stiftung Natur und Umwelt Rheinland-Pfalz.
1986 bis 1989 war Steffny Mitglied des Stadtrats Trier. 1987 wurde er in den elften Landtag Rheinland-Pfalz gewählt, dem er bis zum Ende der Wahlperiode 1991 angehörte. Im Landtag war er Mitglied im Ältestenrat, im Ausschuss für Landwirtschaft, Weinbau und Forsten, im Medienpolitischen Ausschuss, Wahlprüfungsausschuss und der Enquete-Kommission „Möglichkeiten direkter Bürgerbeteiligung und -entscheidung in der repräsentativen Demokratie“.